# Jean Dumont (ciclista)
Jean Dumont (Ambérieu-en-Bugey, 14 agosto 1943) è un ciclista su strada francese.
Professionista dal 1965 al 1972, conta alcuni successi nelle prove contro il tempo e una vittoria di tappa al Tour de France 1968.

## Carriera
Tra i dilettanti, nel 1963, fu campione di Francia e vincitore del Grand Prix de France, accoppiata questa che realizzarono solo Jacques Anquetil e Bernard Thévenet. Nel 1965, correndo tra gli indipendenti, arrivò al primo posto del Grand Prix des Nations. Passò professionista nel 1966 con la Peugeot, storica squadra francese diretta da Gaston Plaud, e negli anni a seguire ricoprì prevalentemente ruoli di gregariato.
Nel 1968 ottenne il principale successo in carriera, aggiudicandosi la seconda semitappa della quinta frazione del Tour de France con 9" di vantaggio su Franco Bitossi; l'anno dopo, ai mondiali su strada di Zolder, rappresentò invece per la prima e unica volta la Nazionale francese nella prova riservata ai professionisti. Nel 1971 si piazzò secondo al Campionato nazionale francese su strada, ma fu in seguito declassato per doping, analogamente al vincitore, Yves Hézard, esattamente come era successo l'anno precedente con Paul Gutty e, nel 1967, con Désiré Letort.
Si ritirò nel 1972, in seguito alla morte del padre, subentrando a questi nella gestione di un'azienda di materiale di sicurezza.

## Palmarès
- 1963

Campionati francesi, Prova in linea dilettanti
Grand Prix de France
Grand Prix de Saint-Symphorien-sur-Coise
- 1964

3ª tappa, 2ª semitappa, Route de France
- 1965

Tour des Alpes des Provences
Grand Prix des Nations
3ª tappa Boucles Pertuisiennes
Classifica generale Boucles Pertuisiennes
- 1968

5ª tappa, 2ª semitappa, Tour de France (Bagnoles-de-l'Orne > Dinard)

### Altri successi
- 1965

Critérium de Boussac
- 1968

Critérium d'Auzances
- 1970

Critérium d'Auzances

## Piazzamenti

### Grandi Giri
- Giro d'Italia

1968: 28º
- Tour de France

1967: 38º
1968: 21º
1969: 16º
1970: 21º
1971: 20º
- Vuelta a España

1967: 35º

### Classiche
- Milano-Sanremo

1070: 92º
- Liegi-Bastogne-Liegi

1968: 17º
- Giro di Lombardia

1966: 16º
1967: 13º

### Competizioni mondiali
- Campionati del mondo

Ronse 1963 - In linea Dilettanti: 21º
Zolder 1969 - In linea: ritirato